# Radek Onderka
Radek Onderka (* 20. September 1973) ist ein ehemaliger tschechischer Fußballspieler.

## Vereinskarriere
Onderka begann mit dem Fußballspielen bei MSA Dolní Benešov, 1987 wechselte er zu Baník Ostrava. Für Baník debütierte der Stürmer in der Saison 1993/94 in der höchsten tschechischen Spielklasse. Im Oktober 1993 wurde er an TJ TŽ Třinec ausgeliehen, in der Winterpause wechselte er dann zu Sigma Olomouc. In Olomouc erzielte er in 77 Erstligaspielen 22 Treffer.
Anfang 1997 wurde der Angreifer vom damaligen deutschen Zweitligisten KFC Uerdingen 05 verpflichtet und erzielte in der Rückrunde der Spielzeit 1996/97 sechs Tore in 14 Begegnungen. Diese Quote konnte er 1997/98 nicht mehr halten und traf nur noch einmal für die Krefelder. Er wechselte zu LR Ahlen in die Regionalliga.
Nach nur einer Saison in Ahlen ging Onderka im Sommer 1999 zurück in die Gambrinus Liga und schloss sich dem SFC Opava an. Trotz zehn Toren in 24 Spielen konnte er den Abstieg der Mannschaft nicht verhindern, der aber in der Folgesaison der sofortige Wiederaufstieg gelang. Aufgrund von Verletzungsproblemen beendete er Ende 2001 seine Profikarriere, spielte aber im Frühjahr 2002 noch für Tatran Jakubčovice in der siebten Liga.

## Nationalmannschaft
Onderka bestritt zwischen 1994 und 1996 sieben Spiele für die tschechische U21-Auswahl. Ein Tor gelang dem Stürmer dabei nicht.